# Puchar Chorwacji w piłce siatkowej mężczyzn (2021/2022)
Puchar Chorwacji w piłce siatkowej mężczyzn 2021/2022 (chor. Hrvatski odbojkaški kup za muškarce 2021/2022) – 29. sezon rozgrywek o siatkarski Puchar Chorwacji zorganizowany przez Chorwacki Związek Piłki Siatkowej (Hrvatski odbojkaški savez, HOS). Zainaugurowany został 19 listopada 2021 roku.
W rozgrywkach o Puchar Chorwacji wzięło udział 16 drużyn – 12 uczestników Superligi w sezonie 2021/2022 oraz czterech zwycięzców pucharów regionalnych. Rozgrywki składały się z 1/8 finału, ćwierćfinałów, półfinałów oraz finału. We wszystkich fazach rywalizacja toczyła się systemem pucharowym, a o awansie decydowało jedno spotkanie.
Finał odbył się 10 marca 2022 roku w hali sportowej Gradski vrt w Osijeku. Po raz 22. Puchar Chorwacji zdobył HAOK Mladost Zagrzeb, który w finale pokonał MOK Mursa Osijek. MVP finału wybrany został Serb Boris Buša.

## System rozgrywek
Rozgrywki o Puchar Chorwacji w sezonie 2021/2022 składały się z 1/8 finału, ćwierćfinałów, półfinałów i finału. Nie był grany mecz o 3. miejsce. Brało w nich udział 16 drużyn: 12 zespołów uczestniczących w sezonie 2021/2022 w Superlidze oraz zwycięzcy czterech pucharów regionalnych. We wszystkich rundach rywalizacja toczyła się w systemie pucharowym, a o awansie decydowało jedno spotkanie.
Przed każdą rundą odbywało się losowanie wyłaniające pary meczowe. Przed losowaniem 1/8 finału drużyny podzielone zostały na rozstawione i nierozstawione. Rozstawionych było osiem najlepszych zespołów Superligi w sezonie 2020/2021.
| Drużyny rozstawione | Drużyny rozstawione  |
| ------------------- | -------------------- |
| 1.                  | HAOK Mladost Zagrzeb |
| 2.                  | MOK Mursa Osijek     |
| 3.                  | OK Split             |
| 4.                  | OK Ribola Kaštela    |
| 5.                  | OKM Centrometal      |
| 6.                  | OK Kitro Varaždin    |
| 7.                  | MOK Rijeka           |
| 8.                  | MOK Marsonia         |

| Drużyny nierozstawione |
| ---------------------- |
| OK Bibinje             |
| OK Daruvar             |
| OK Gorica              |
| OK Mlaka               |
| OK Rovinj              |
| OK Sisak               |
| OK Zadar               |
| MOK Željezničar Osijek |

Do drużyn rozstawionych dolosowywano drużyny nierozstawione. W ten sposób powstały pary meczowe 1/8 finału. Gospodarzami meczów w parach były zespoły nierozstawione.
| Para 1 | drużyna nierozstawiona | HAOK Mladost Zagrzeb |
| Para 2 | drużyna nierozstawiona | MOK Mursa Osijek     |
| Para 3 | drużyna nierozstawiona | OK Split             |
| Para 4 | drużyna nierozstawiona | OK Ribola Kaštela    |
| Para 5 | drużyna nierozstawiona | OKM Centrometal      |
| Para 6 | drużyna nierozstawiona | OK Kitro Varaždin    |
| Para 7 | drużyna nierozstawiona | MOK Rijeka           |
| Para 8 | drużyna nierozstawiona | MOK Marsonia         |

Losowanie par ćwierćfinałowych odbywało się zgodnie z zasadą, że do zwycięzców w parach 1-4 1/8 finału dolosowywano zwycięzców w parach 5-8. Gospodarzami meczów w parach ćwierćfinałowych byli zwycięzcy w parach 5-8 1/8 finału.
W losowaniu par półfinałowych brały udział wszystkie kluby, które awansowały z ćwierćfinałów. Gospodarzami spotkań były drużyny, które zostały wylosowane jako pierwsze w parze.

## Drużyny uczestniczące
| Superliga (12 drużyn) | Superliga (12 drużyn) |
| --------------------- | --------------------- |
| HAOK Mladost Zagrzeb  | zwycięstwo            |
| MOK Marsonia          | ćwierćfinał           |
| MOK Mursa Osijek      | finał                 |
| MOK Rijeka            | ćwierćfinał           |
| OK Gorica             | 1/8 finału            |
| OK Kitro Varaždin     | półfinał              |
| OK Ribola Kaštela     | półfinał              |
| OK Rovinj             | 1/8 finału            |
| OK Sisak              | 1/8 finału            |
| OK Split              | ćwierćfinał           |
| OK Zadar              | 1/8 finału            |
| OKM Centrometal       | ćwierćfinał           |

| Zdobywcy pucharów regionalnych (4 drużyny) | Zdobywcy pucharów regionalnych (4 drużyny) | Zdobywcy pucharów regionalnych (4 drużyny) |
| ------------------------------------------ | ------------------------------------------ | ------------------------------------------ |
| Regija Istok                               | MOK Željezničar Osijek                     | 1/8 finału                                 |
| Regija Jug                                 | OK Bibinje                                 | 1/8 finału                                 |
| Regija Sjever                              | OK Daruvar                                 | 1/8 finału                                 |
| Regija Zapad                               | OK Mlaka                                   | 1/8 finału                                 |

## Rozgrywki

### 1/8 finału
| 20.11.2021 17:00 (UTC+1) | OK Gorica | 0:3 (12:25, 13:25, 16:25) | HAOK Mladost Zagrzeb | Gradska dvorana, Velika Gorica Widzów: 25 Sędziowie: Dominik Raca i Mario Babić |

| 19.11.2021 19:30 (UTC+1) | OK Sisak | 0:3 (17:25, 7:25, 17:25) | MOK Mursa Osijek | Dvorana Brezovica, Sisak Widzów: 20 Sędziowie: Igor Pihler i Matija Šulc |

| 20.11.2021 16:00 (UTC+1) | OK Zadar | 1:3 (22:25, 16:25, 25:20, 14:25) | OK Split | Dvorana Krešimir Ćosić, Zadar Sędziowie: Ivica Špadina i Dinko Ninić |

| 26.11.2021 19:00 (UTC+1) | OK Daruvar | 0:3 (9:25, 17:25, 16:25) | OK Ribola Kaštela | Gradska dvorana, Daruvar Widzów: 200 Sędziowie: Marin Maganić i Luka Humski |

| 20.11.2021 19:30 (UTC+1) | MOK Željezničar Osijek | 0:3 (23:25, 8:25, 12:25) | OKM Centrometal | Dvorana Gradski vrt, Osijek Widzów: 30 Sędziowie: Damir Pišćak i Bruno Muha |

| 20.11.2021 19:30 (UTC+1) | OK Rovinj | 0:3 (17:25, 13:25, 20:25) | OK Kitro Varaždin | Dvorana Gimnasium, Rovinj Widzów: 20 Sędziowie: Goran Brozić i Želimir Kušljić |

| 20.11.2021 17:00 (UTC+1) | OK Bibinje | 0:3 (9:25, 13:25, 17:25) | MOK Rijeka | Osnovna škola Stjepana Radića, Bibinje Sędziowie: Ivan Jukić i Joško Perajica |

| 20.11.2021 14:00 (UTC+1) | OK Mlaka | 0:3 (11:25, 19:25, 23:25) | MOK Marsonia | Dvorana Mladosti, Rijeka Widzów: 20 Sędziowie: Ana Tomas i Dalibor Tota |

### Ćwierćfinały
| 14.12.2021 18:00 (UTC+1) | MOK Rijeka | 0:3 (11:25, 21:25, 19:25) | HAOK Mladost Zagrzeb | Dvorana Mladosti, Rijeka Widzów: 50 Sędziowie: Goran Brozić i Dean Poropat |

| 15.12.2021 19:15 (UTC+1) | MOK Marsonia | 0:3 (17:25, 9:25, 12:25) | MOK Mursa Osijek | Dvorana Vijuš, Slavonski Brod Widzów: 50 Sędziowie: Damir Horvat i Bojan Bardić |

| 13.01.2022 18:00 (UTC+1) | OK Kitro Varaždin | 3:0 (25:0, 25:0, 25:0) | OK Split | Gradska dvorana Varaždin, Varaždin Widzów: — Sędziowie: Toni Bingula i Tajana Kramar Šandl |

| 08.12.2021 20:00 (UTC+1) | OKM Centrometal | 1:3 (23:25, 25:18, 22:25, 19:25) | OK Ribola Kaštela | NGC Aton, Nedelišće Widzów: 20 Sędziowie: Luka Humski i Dominik Raca |

### Półfinały
| 09.02.2022 19:00 (UTC+1) | MOK Mursa Osijek | 3:0 (25:20, 25:23, 25:20) | OK Ribola Kaštela | Dvorana Gradski vrt, Osijek Widzów: 185 Sędziowie: Toni Bingula i Igor Pihler |

| 09.02.2022 17:00 (UTC+1) | HAOK Mladost Zagrzeb | 3:0 (25:10, 25:19, 25:13) | OK Kitro Varaždin | Dom odbojke Bojan Stranić, Zagrzeb Widzów: 30 Sędziowie: Bruno Muha i Anto Mijić |

### Finał
| 10.03.2022 18:00 (UTC+1) | MOK Mursa Osijek | 1:3 (12:25, 19:25, 25:16, 31:33) | HAOK Mladost Zagrzeb | Dvorana Gradski vrt, Osijek Widzów: 700 Sędziowie: Goran Brozić i Bojan Brlas |